# Be Not Always
Be Not Always ist eine Ballade der US-amerikanischen Band The Jacksons, die 1984 auf ihrem Album Victory erschien. Der gesamte Gesang stammt von Michael Jackson.

## Entstehung
Be Not Always wurde von Michael Jackson und Marlon Jackson geschrieben und von Michael Jackson produziert. Die Anfänge des Titels reichen bis ins Jahr 1979 zurück. Möglicherweise ist Be Not Always gleichzeitig auch ein Outtake von Triumph. Eine erste Aufnahme mit Harfe und Bratsche als Instrumentierung fand im Jahr 1981 statt. Die finalen Aufnahmen waren 1983.

## Inhalt
Wie auch Man of War vom Album Goin’ Places aus dem Jahr 1977 richtet sich Be Not Always gegen Krieg. Die Ballade beschreibt die Folgen des Krieges für die Zivilbevölkerung.

## Besetzung
- Komposition – Michael Jackson, Marlon Jackson
- Produktion – Michael Jackson
- Akustische Gitarre – Greg Porée
- Bratsche – Robin Renee Ross
- Harfe – Gayle Levant
- Projekt-Koordinator – Nelson Hayes
- Technischer Direktor – Matt Forger
- Tontechniker – Bruce Swedien
- Assistierende Tontechniker – John Van Nest, Mike Hatcher
- Streicher Arrangement – Jerry Hey
- Mix – Bruce Swedien
- Dirigent – Murray Adler